# Coleslaw
Coleslaw, de vegades simplement dit slaw en alguns dialectes de l'anglès dels Estats Units, és una amanida feta principalment de col de cabdell crua a tires. Pot incloure també pastanaga a tires i altres ingredients, com fruits i verdures, pomes, cebes, ceba tendra, pebrots i diverses espècies.

## Història
El terme "coleslaw" sorgeix al segle xvii com "anglicització" del terme neerlandès "koolsla", una forma abreujada de "koolsalade", que significa "amanida de col de cabdell". És originària d'Irlanda.

## Variacions

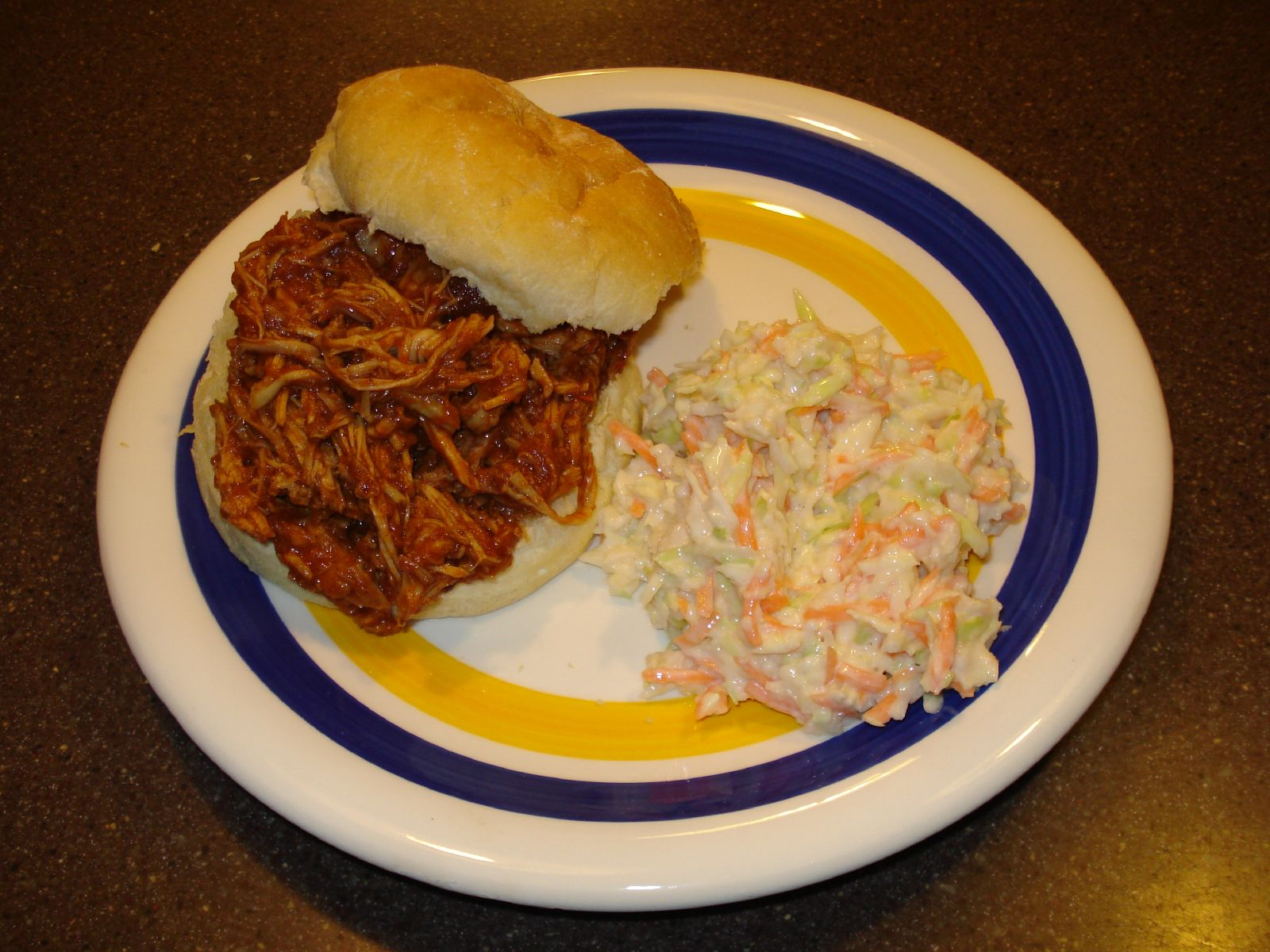
Entrepà de carn de porc servit amb Coleslaw d'acompanyament.

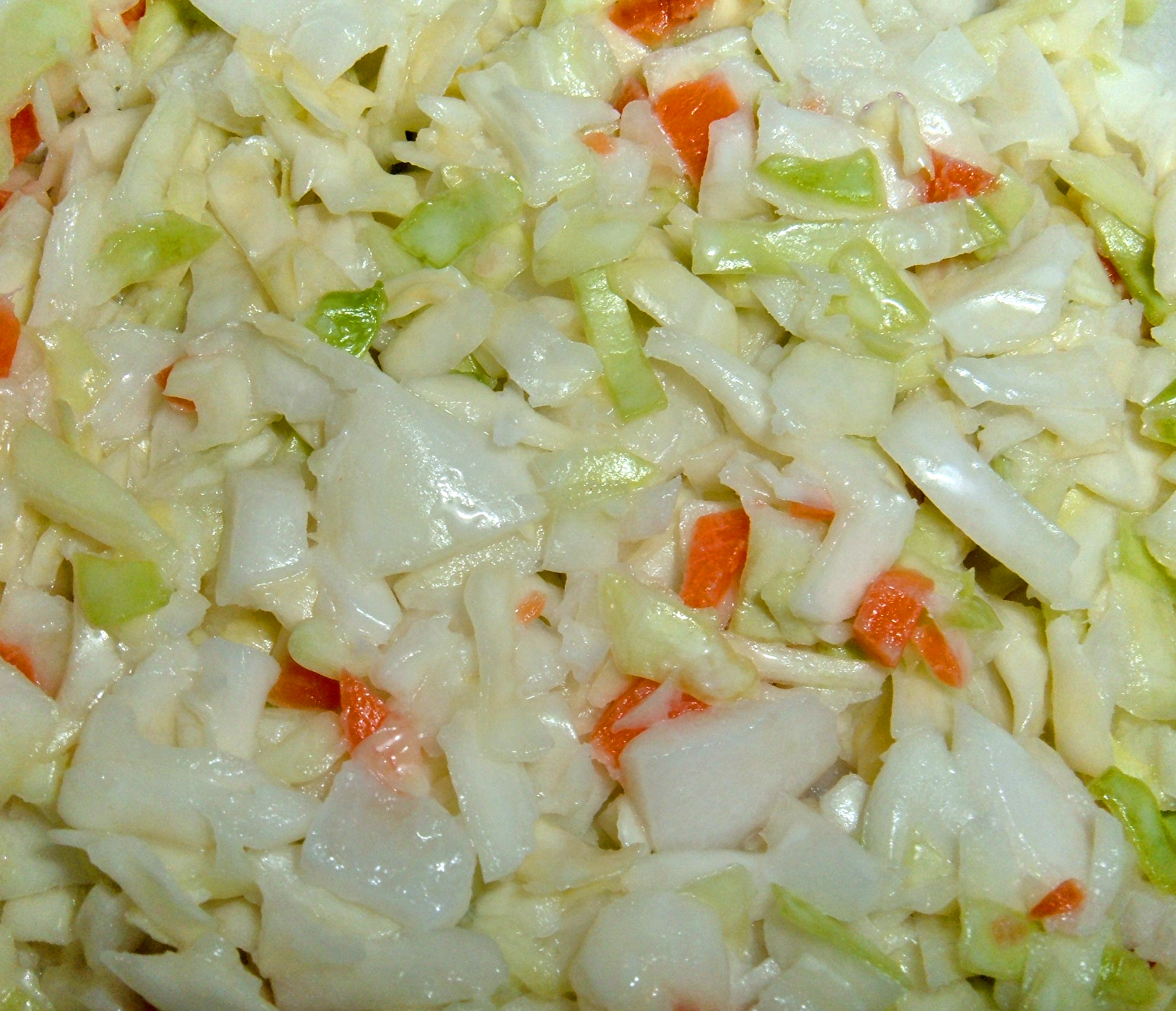
Amanida del coronel una coleslaw de Kentucky Fried Chicken

Hi ha moltes variants, com les que incorporen col lombarda o pinya. Algunes receptes porten maonesa i vinagre.
Com assaonadors es pot posar llavors d'api. La col pot venir dividida també en trossos petits o quadradets.
La coleslaw generalment es menja com a plat d'acompanyament amb aliments en barbacoa, patates fregides i pollastre fregit. També pot ser un ingredient dels entrepans o servida amb xili i mostassa picant. Una variant de coleslaw feta amb vinagre i oli se serveix sovint amb la pizza a Suècia.
Una variant de coleslaw, formatge savoury, és popular al nord-est d'Anglaterra. Inclou formatge, ceba i té crema d'amanida en lloc de maonesa. Una altra variant, broccoli slaw, fa servir bròquil cru en lloc de col de cabdell.